# Cabera niveopicta
Cabera niveopicta är en fjärilsart som beskrevs av Inoue 1986. Cabera niveopicta ingår i släktet Cabera och familjen mätare. Inga underarter finns listade i Catalogue of Life.